# Quebrada Pelícano
La quebrada Pelícano es un curso natural de agua intermitente que fluye en la Provincia de Elqui, Región de Coquimbo de Chile, con dirección general sur hasta desembocar en la quebrada Los Choros.

## Historia
Sobre la quebrada, Luis Risopatrón escribe en su Diccionario jeográfico de Chile (1924):: 922 
Pelícano (Quebrada del) 29° 20 ' 70° 56' Es seca, corre hacia el S i desemboca en la márjen N del valle de Los Choros, en Tres Cruces. 63, p. 152; 130; i 156.
Palo Blanco (Centro minero) 29° 15' 70° 55'. Es el de los mantos de manganeso conocidos con ese mismo nombre, de 28 hectáreas de estension, que se encuentran en la quebrada del Pelícano, de la de Los Choros. 63, p. 152; i 156; Pola Blanca error litográfico en 130; i mineral de Palos Blancos en 91, 45, p. 192,